# 朝基まさし
朝基 まさし（あさき まさし、1970年3月2日 - ）は、日本の漫画家。大阪府出身。旧ペンネームに越智辺昌義（おちべ まさよし）がある。
主に講談社の少年漫画誌で活動しており、サスペンス漫画、社会派漫画を中心に発表している。原作付きの作品が多い。代表作に、『サイコメトラーEIJI』『クニミツの政』『シバトラ』『でぶせん』（4作品ともに安童夕馬原作）などがある。
『クニミツの政』で2003年（平成15年度第27回）講談社漫画賞少年部門受賞。
以前、大島司のもとでアシスタントをしていた。

## 略歴
- 1989年 -「最後の地球人」で第18回小学館新人コミック大賞児童部門佳作。
- 1991年 - 越智辺昌義名義で『マガジンスペシャル』にて『超頭脳シルバーウルフ』の連載を開始。（ - 1992年）
- 1994年 - 『マガジンスペシャル』にて『大樹のマウンド』の連載を開始。（ - 1996年）※連載開始時にペンネームを朝基まさしに改名。
- 1996年 - 『週刊少年マガジン』で『サイコメトラーEIJI』の連載を開始。（ - 2000年）
- 1996年 - 『銀狼怪奇ファイル 二つの頭脳を持つ少年』のタイトルで『超頭脳シルバーウルフ』がドラマ化される。（日本テレビ系）
- 1997年 - 『サイコメトラーEIJI』がドラマ化される。（日本テレビ系）
- 1999年 - ドラマの続編『サイコメトラーEIJI2』が放送される。（日本テレビ系）
- 1999年 - プレイステーションで『サイコメトラーEIJI』がゲーム化される。（講談社）
- 2000年 - ドラマ『サイコメトラーEIJIスペシャル』が放送される。（日本テレビ系）
- 2001年 - 『週刊少年マガジン』で『クニミツの政』の連載を開始。（ - 2005年）
- 2003年 - 第27回講談社漫画賞少年部門受賞。（『クニミツの政』）
- 2003年 - 『クニミツの政』がドラマ化される。（関西テレビ系）
- 2006年 - 『週刊少年マガジン』で石田衣良原作『IWGP 電子の星』の期間限定連載（全8回）。
- 2006年 - 『週刊少年マガジン』2007年2・3合併号で『シバトラ』の連載を開始。（ - 2009年）
- 2008年 - 『シバトラ』がドラマ化される。（フジテレビ系）
- 2010年 - 『週刊少年マガジン』2010年14号よりキサラギリュウ原作『BLACK OUT』を連載開始。（ - 2010年）
- 2011年 - 『週刊ヤングマガジン』2011年21・22合併号より『サイコメトラーEIJI』の続編『サイコメトラー』の連載を開始。
- 2014年 - 『週刊ヤングマガジン』で『でぶせん』の連載を開始。
- 2017年 - 『週刊ヤングマガジン』で『マイホームヒーロー』の連載を開始。

## 作品リスト

### 単行本
- 超頭脳シルバーウルフ（金成陽三郎原作、越智辺昌義名義。1991 - 1992年不定期連載、マガジンスペシャル、1992年、マガジンKC（講談社）全3巻）
- 大樹のマウンド（マガジンスペシャル、1994 - 1996年、マガジンKC全5巻）
- サイコメトラーEIJI（安童夕馬原作。1996 - 2000年連載、週刊少年マガジン、1996 - 2000年、マガジンKC全25巻）
- クニミツの政（安童夕馬原作、2001 - 2005年連載、週刊少年マガジン、2001 - 2005年、マガジンKC全27巻）
- クニミツの政 立志編（安童夕馬原作、2003年、KCDX（講談社）全1巻、ISBN 4-06-334753-2）
- IWGP 電子の星（石田衣良原作、2006年連載、週刊少年マガジン、2006年、マガジンKC全1巻、ISBN 4-06-363699-2）
- シバトラ（安童夕馬原作、2006 - 2009年連載、週刊少年マガジン、2007 - 2009年、マガジンKC全15巻）
- BLACK OUT（キサラギリュウ原作、2010年連載、週刊少年マガジン、マガジンKC全4巻）
- 雑草女（山田隆道原作、2010年 - 2011年連載、月刊アフタヌーン、アフタヌーンKC全1巻）
- サイコメトラー（安童夕馬原作、2011年 - 休載中、週刊ヤングマガジン）※サイコメトラーEIJIの直接の続編
- でぶせん（安童夕馬原作、2014年 - 2016年連載、週刊ヤングマガジン）
- マイホームヒーロー（山川直輝原作、2017年 - 2024年、週刊ヤングマガジン、	ヤンマガKCスペシャル全26巻）

### ガイドブック・その他
- マニア図鑑 サイコメトラーEIJIブレイクコレクション（安童夕馬原作。1998年、KCDX。ISBN 4-06-333952-1）
- クニミツの政 クニミツの納得いかねぇ!（武藤国光名義。2003年、KCDX。ISBN 4-06-334806-7）
- クニミツの政 クニミツの日本国憲法（武藤国光名義。2004年、KCDX。ISBN 4-06-334887-3）

## 関連人物

### 師匠
- 大島司

### アシスタント
- 日向武史
- 菅野文
- 宗田豪
- 亜桜まる
- オジロマコト
- 奈央晃徳
- 岡田有希
- 真右衛門